# Águas do Paulista
Águas do Paulista é um distrito do município brasileiro de Paratinga, no interior do estado da Bahia. Segundo o censo demográfico de 2022, realizado pelo Instituto Brasileiro de Geografia e Estatística (IBGE), sua população era de 4 567 habitantes e havia 1 434 domicílios particulares permanentes ocupados.

## História
Distrito criado através da lei estadual nº 628, de 30 de dezembro de 1953, Águas do Paulista surgiu a partir do povoado de Paulista que, nesta mesma lei, foi anexado ao território de Paratinga.
O distrito destaca-se por suas águas termais e é considerado um dos principais pontos turísticos do município.

## Clima
O clima do distrito é caracterizado como de estepe (tipo BSh segundo Köppen), com temperatura média anual de 25,4 °C e pluviosidade média de 676 mm/ano, concentrados entre os meses de novembro e março, sendo novembro o mês de maior precipitação (135 mm). O mês mais quente, outubro, tem temperatura média de 27,5 °C, sendo a média máxima de 34,2 °C e a mínima de 19,3 °C. E o mês mais frio, junho, de 23,7 °C, sendo 31,6 °C e 15,9 °C as médias máxima e mínima, respectivamente. Outono e primavera são estações de transição.